# Coppa di Polonia 2014-2015 (pallavolo maschile)
La Coppa di Polonia 2013-2014 si è svolta dal 22 settembre 2014 al 19 aprile 2015: al torneo hanno partecipato trentotto squadre di club polacche e la vittoria finale è andata per la prima volta al Trefl Gdańsk.

## Regolamento
Le squadre hanno disputato primo turno, secondo turno, terzo turno, quarto turno, quinto turno, sesto turno, ottavi di finale, quarti di finale, semifinali e finale.

## Squadre partecipanti
| - AGH Krakow - Andrychów - Asseco Resovia - Avia Świdnik - AZS Częstochowa - AZS Olsztyn - AZS Politecnica Varsavia - AZS PWSZ Nysa - Będzin - Bielsko-Bialskie | - Camper Wyszków - Caro Rzeczyca - Cuprum Lubin - Czarni Radom - Czarni Rząśnia - Effector Kielce - Espadon Szczecin - Gorzów Wielkopolski - Gwardia Wrocław - Hutnik Kraków | - Jastrzębski Węgiel - Kęczanin Kęty - Lechia - Łuczniczka Bydgoszcz - Ostrołęka - Sanok - Siedlce - Ślepsk Suwałki - SMS Spała - SMS Spała II | - Stal Grudziądz - Skra Bełchatów - Trefl Gdańsk - Tychy - Victoria Walbrzych - Warta Zawiercie - Września - ZAKSA |

## Torneo

### Tabellone
|  | Quarti di finale         | Quarti di finale |  |  | Quarti                   | Quarti |  |                | Semifinali         | Semifinali |  |              | Finale         | Finale |
|  |                          |                  |  |  |                          |        |  |                |                    |            |  |              |                |        |
|  | Skra Bełchatów           | 3                |  |  |                          |        |  |                |                    |            |  |              |                |        |
|  | Skra Bełchatów           | 3                |  |  |                          |        |  |                |                    |            |  |              |                |        |
|  | AZS Olsztyn              | 1                |  |  | Skra Bełchatów           | 3      |  |                |                    |            |  |              |                |        |
|  | AZS Olsztyn              | 1                |  |  | Skra Bełchatów           | 3      |  |                |                    |            |  |              |                |        |
|  | Ślepsk Suwałki           | 2                |  |  | Cuprum Lubin             | 1      |  |                |                    |            |  |              |                |        |
|  | Ślepsk Suwałki           | 2                |  |  | Cuprum Lubin             | 1      |  |                |                    |            |  |              |                |        |
|  | Cuprum Lubin             | 3                |  |  |                          |        |  | Skra Bełchatów | 3                  |            |  |              |                |        |
|  | Cuprum Lubin             | 3                |  |  |                          |        |  | Skra Bełchatów | 3                  |            |  |              |                |        |
|  | Trefl Gdańsk             | 3                |  |  |                          |        |  |                | Trefl Gdańsk       | 1          |  |              |                |        |
|  | Trefl Gdańsk             | 3                |  |  |                          |        |  |                | Trefl Gdańsk       | 1          |  |              |                |        |
|  | Bielsko-Bialskie         | 2                |  |  | Trefl Gdańsk             | 3      |  |                |                    |            |  |              |                |        |
|  | Bielsko-Bialskie         | 2                |  |  |                          | 3      |  |                |                    |            |  |              |                |        |
|  | Łuczniczka Bydgoszcz     | 3                |  |  | Łuczniczka Bydgoszcz     | 1      |  |                |                    |            |  |              |                |        |
|  | Łuczniczka Bydgoszcz     | 3                |  |  |                          |        |  |                |                    |            |  |              |                |        |
|  | AZS Częstochowa          | 1                |  |  |                          |        |  |                |                    |            |  | Trefl Gdańsk | 3              |        |
|  | AZS Częstochowa          | 1                |  |  |                          |        |  |                |                    |            |  | Trefl Gdańsk | 3              |        |
|  | AGH Krakow               | 0                |  |  |                          |        |  |                |                    |            |  |              | Asseco Resovia | 1      |
|  | AGH Krakow               | 0                |  |  |                          |        |  |                |                    |            |  |              | Asseco Resovia | 1      |
|  | Asseco Resovia           | 3                |  |  | Asseco Resovia           | 3      |  |                |                    |            |  |              |                |        |
|  | Asseco Resovia           | 3                |  |  |                          |        |  |                |                    |            |  |              |                |        |
|  | AZS Politecnica Varsavia | 3                |  |  | AZS Politecnica Varsavia | 0      |  |                |                    |            |  |              |                |        |
|  | AZS Politecnica Varsavia | 3                |  |  |                          | 0      |  |                |                    |            |  |              |                |        |
|  | Czarni Radom             | 0                |  |  |                          |        |  | Asseco Resovia | 3                  |            |  |              |                |        |
|  | Czarni Radom             | 0                |  |  |                          |        |  | Asseco Resovia | 3                  |            |  |              |                |        |
|  | Jastrzębski Węgiel       | 3                |  |  |                          |        |  |                | Jastrzębski Węgiel | 1          |  |              |                |        |
|  | Jastrzębski Węgiel       | 3                |  |  |                          |        |  |                | Jastrzębski Węgiel | 1          |  |              |                |        |
|  | ZAKSA                    | 0                |  |  | Jastrzębski Węgiel       | 3      |  |                |                    |            |  |              |                |        |
|  | ZAKSA                    | 0                |  |  | Jastrzębski Węgiel       | 3      |  |                |                    |            |  |              |                |        |
|  | Effector Kielce          | 2                |  |  | Będzin                   | 2      |  |                |                    |            |  |              |                |        |
|  | Effector Kielce          | 2                |  |  | Będzin                   | 2      |  |                |                    |            |  |              |                |        |
|  | Będzin                   | 3                |  |  |                          |        |  |                |                    |            |  |              |                |        |
|  | Będzin                   | 3                |  |  |                          |        |  |                |                    |            |  |              |                |        |

### Risultati

#### Primo turno
| 22 settembre 2014 ?, ? Durata: ? - Spettatori: ? | Stal Grudziądz | 0 - 3 | SMS Spała II  | 15-25, 20-25, 19-25 |
| 22 settembre 2014 ?, ? Durata: ? - Spettatori: ? | Andrychów      | 0 - 3 | Hutnik Kraków | 22-25, 18-25, 21-25 |

#### Secondo turno
| 8 ottobre 2014 ?, ? Durata: ? - Spettatori: ? | Gorzów Wielkopolski | 3 - 1 | Gwardia Wrocław | 25-19, 25-21, 23-25, 25-21        |
| 8 ottobre 2014 ?, ? Durata: ? - Spettatori: ? | Lechia              | 0 - 3 | SMS Spała II    | 15-25, 20-25, 16-25               |
| 8 ottobre 2014 ?, ? Durata: ? - Spettatori: ? | Czarni Rząśnia      | 3 - 0 | Tychy           | 25-21, 25-20, 25-20               |
| 8 ottobre 2014 ?, ? Durata: ? - Spettatori: ? | Sanok               | 2 - 3 | Hutnik Kraków   | 23-25, 19-25, 25-19, 25-14, 14-16 |

#### Terzo turno
| 15 ottobre 2014 ?, ? Durata: ? - Spettatori: ? | Gorzów Wielkopolski | 3 - 1 | SMS Spała II  | 25-19, 25-22, 23-25, 25-22        |
| 15 ottobre 2014 ?, ? Durata: ? - Spettatori: ? | Czarni Rząśnia      | 2 - 3 | Hutnik Kraków | 25-22, 23-25, 18-25, 25-19, 12-15 |

#### Quarto turno
| 22 ottobre 2014 ?, ? Durata: ? - Spettatori: ? | Camper Wyszków      | 3 - 1 | Caro Rzeczyca   | 20-25, 25-22, 25-22, 25-21        |
| 22 ottobre 2014 ?, ? Durata: ? - Spettatori: ? | Espadon Szczecin    | 2 - 3 | Września        | 25-19, 14-25, 23-25, 25-23, 12-15 |
| 22 ottobre 2014 ?, ? Durata: ? - Spettatori: ? | Ślepsk Suwałki      | 3 - 2 | Ostrołęka       | 22-25, 25-18, 22-25, 25-19, 18-16 |
| 22 ottobre 2014 ?, ? Durata: ? - Spettatori: ? | SMS Spała           | 0 - 3 | Siedlce         | 17-25, 22-25, 24-26               |
| 22 ottobre 2014 ?, ? Durata: ? - Spettatori: ? | Victoria Walbrzych  | 3 - 0 | AZS PWSZ Nysa   | 25-22, 25-23, 25-18               |
| 22 ottobre 2014 ?, ? Durata: ? - Spettatori: ? | Gorzów Wielkopolski | 3 - 1 | Warta Zawiercie | 25-13, 23-25, 25-23, 25-19        |
| 22 ottobre 2014 ?, ? Durata: ? - Spettatori: ? | Kęczanin Kęty       | 0 - 3 | AGH Krakow      | 19-25, 11-25, 22-25               |
| 22 ottobre 2014 ?, ? Durata: ? - Spettatori: ? | Hutnik Kraków       | 2 - 3 | Avia Świdnik    | 23-25, 30-28, 21-25, 25-21, 11-15 |

#### Quinto turno
| 26 novembre 2014 ?, ? Durata: ? - Spettatori: ? | Września            | 3 - 1 | Camper Wyszków     | 25-23, 25-23, 21-25, 25-23       |
| 26 novembre 2014 ?, ? Durata: ? - Spettatori: ? | Ślepsk Suwałki      | 3 - 0 | Siedlce            | 25-20, 25-13, 25-15              |
| 26 novembre 2014 ?, ? Durata: ? - Spettatori: ? | Gorzów Wielkopolski | 3 - 1 | Victoria Walbrzych | 25-23, 20-25, 25-22, 25-18       |
| 26 novembre 2014 ?, ? Durata: ? - Spettatori: ? | AGH Krakow          | 3 - 2 | Avia Świdnik       | 30-32, 25-14, 21-25, 25-17, 15-8 |

#### Sesto turno
| 10 dicembre 2014 ?, ? Durata: ? - Spettatori: ? | Września            | 0 - 3 | Ślepsk Suwałki | 18-25, 16-25, 14-25        |
| 10 dicembre 2014 ?, ? Durata: ? - Spettatori: ? | Gorzów Wielkopolski | 1 - 3 | AGH Krakow     | 19-25, 27-25, 18-25, 23-25 |

#### Ottavi di finale
| 17 dicembre 2014 Hala Łuczniczka, Bydgoszcz Durata: ? - Spettatori: ?                  | Łuczniczka Bydgoszcz     | 3 - 1 | AZS Częstochowa  | 25-22, 25-15, 23-25, 25-21        |
| 17 dicembre 2014 ?, ? Durata: ? - Spettatori: ?                                        | AZS Politecnica Varsavia | 3 - 0 | Czarni Radom     | 26-24, 26-24, 25-19               |
| 23 dicembre 2014 ?, ? Durata: ? - Spettatori: ?                                        | AGH Krakow               | 0 - 3 | Asseco Resovia   | 19-25, 23-25, 20-25               |
| 23 dicembre 2014 Hala Widowiskowo-Sportowa, Jastrzębie-Zdrój Durata: ? - Spettatori: ? | Jastrzębski Węgiel       | 3 - 0 | ZAKSA            | 25-18, 25-21, 25-23               |
| 23 dicembre 2014 Hala Legionów, Kielce Durata: ? - Spettatori: ?                       | Effector Kielce          | 2 - 3 | Będzin           | 25-20, 25-22, 18-25, 10-25, 13-15 |
| 23 dicembre 2014 ?, ? Durata: ? - Spettatori: ?                                        | Ślepsk Suwałki           | 2 - 3 | Cuprum Lubin     | 25-20, 29-31, 25-21, 21-25, 12-15 |
| 4 gennaio 2015 Hala Energia, Bełchatów Durata: ? - Spettatori: ?                       | Skra Bełchatów           | 3 - 1 | AZS Olsztyn      | 22-25, 25-14, 25-22, 25-19        |
| 14 gennaio 2015 Ergo Arena, Danzica Durata: ? - Spettatori: ?                          | Trefl Gdańsk             | 3 - 2 | Bielsko-Bialskie | 25-19, 20-25, 25-22, 22-25, 15-9  |

#### Quarti di finale
| 7 gennaio 2015 Hala Podpromie, Rzeszów Durata: ? - Spettatori: ?                    | Asseco Resovia     | 3 - 0 | AZS Politecnica Varsavia | 25-17, 26-24, 25-19               |
| 7 gennaio 2015 Hala Energia, Bełchatów Durata: ? - Spettatori: ?                    | Skra Bełchatów     | 3 - 1 | Cuprum Lubin             | 23-25, 25-15, 25-23, 25-20        |
| 28 gennaio 2015 Ergo Arena, Danzica Durata: ? - Spettatori: ?                       | Trefl Gdańsk       | 3 - 1 | Łuczniczka Bydgoszcz     | 19-25, 25-13, 25-21, 25-13        |
| 25 marzo 2015 Hala Widowiskowo-Sportowa, Jastrzębie-Zdrój Durata: ? - Spettatori: ? | Jastrzębski Węgiel | 3 - 2 | Będzin                   | 25-20, 25-27, 25-22, 23-25, 15-10 |

#### Semifinali
| 18 aprile 2015 Ergo Arena, Danzica Durata: 2h:17 - Spettatori: 6 000 | Skra Bełchatów | 3 - 1 | Trefl Gdańsk       | 20-25, 23-25, 27-25, 22-25 |
| 18 aprile 2015 Ergo Arena, Danzica Durata: 2h:00 - Spettatori: 5 500 | Asseco Resovia | 3 - 1 | Jastrzębski Węgiel | 19-25, 25-18, 25-20, 25-22 |

#### Finale
| 19 aprile 2015 Ergo Arena, Danzica Durata: 2h:02 - Spettatori: 6 800 | Trefl Gdańsk | 3 - 1 | Asseco Resovia | 25-22, 21-25, 25-21, 25-23 |

## Premi individuali
| Premio                | Nome               | Squadra        |
| --------------------- | ------------------ | -------------- |
| MVP                   | Mateusz Mika       | Trefl Gdańsk   |
| Miglior attaccante    | Jochen Schöps      | Asseco Resovia |
| Miglior muro          | Piotr Nowakowski   | Asseco Resovia |
| Miglior servizio      | Murphy Troy        | Trefl Gdańsk   |
| Miglior palleggiatore | Fabian Drzyzga     | Asseco Resovia |
| Miglior ricevitore    | Piotr Gacek        | Trefl Gdańsk   |
| Miglior difesa        | Krzysztof Ignaczak | Asseco Resovia |